# Нидербергер, Матиас
Матиас Нидербергер (нем. Mathias Niederberger; род. 26 ноября 1992, Дюссельдорф) — немецкий хоккеист, вратарь мюнхенского клуба «Ред Булл» и национальной сборной Германии. Воспитанник клуба «ДЕГ Метро Старс», ныне называется «Дюссельдорф».

## Карьера
В сезоне 2010/11 дебютировал в чемпионате Германии.
В 2014 году вернулся в Германию после неудачных несколько лет в Северной Америке, подписав контракт с немецким клубом «Айсберен Берлин».
В 2015 году вернулся в родной клуб «Дюссельдорф», подписав контракт на один год. В первом своём сезоне за «Дюссельдорф», получил премию «Вратарь года» в немецкой лиге. 3 марта 2016 года продлил контракт на один год. Через год продлил уже на три года.
Перед сезоном 2020/21 перешёл в «Айсберен Берлин», где стал основным голкипером клуба. В мае 2021 года «Айсберен Берлин» впервые с 2013 года выиграл чемпионат Германии, Нидербергер сыграл все три матча финальной серии против «Гриззлис Вольфсбург» и отразил 85 из 90 бросков за три игры.
Нидербергер выступал за юношескую и молодёжную сборную своей страны. С сезона 2015/16 регулярно вызывается в основную сборную Германии.

## Личная жизнь
Отец у Матиаса, также был хоккеистом и выступал на этой же позиции, что и его сын. Его брат, Леон, также является хоккеистом клуба «Дюссельдорф» и играет на позиции нападающего.